# Alexei Nikolajewitsch Tschitscherin
Alexei Nikolajewitsch Tschitscherin (russisch Алексей Николаевич Чичерин; * 20. Februarjul. / 4. März 1894greg. in Moskau; † 30. Oktober 1960 ebenda) war ein russischer Dichter und Futurist.

## Leben
Tschitscherins Vorfahren waren Bauern, die nach Moskau kamen und Händler wurden. Er war einer von drei Brüdern und erhielt keine formale höhere Bildung. Von Kindheit an interessierte er sich für Literatur. Er veröffentlichte Gedichte in Studentenzeitungen und gab Privatstunden in Russisch und Literatur. Ein erstes Buch mit futuristischen Gedichten erschien 1914 in Charkow.
Seit 1922 gab es unter der Führung Tschtscherins und Ilja Lwowitsch Selwinskis die Richtung des literarischen Konstruktivismus. 1923 veröffentlichten sie das gemeinsame Manifest der konstruktivistischen Poeten. Nach Swetlana Alexejewna Kowalenko hatte Tschitscherin das Manifest geschrieben und am 8. Dezember 1922 und am 27. März im Moskauer Polytechnischen Museum verlesen. In den folgenden Debatten charakterisierte Boris Ignatjewitsch Arwatow Tschitscherins Position als metaphysisch und mystisch. 1924 gründeten Korneli Ljuzianowitsch Selinski, Selwinski und Tschitscherin die Gruppe Literarisches Zentrum der Konstruktivisten (LZK), wobei die Poesie im Mittelpunkt stand. Dort nahm Tschitscherin eine sehr radikale und formalistische Position ein, worauf er am 27. April 1924 aus dem LZK ausgeschlossen wurde.
1925 gründete Tschitscherin die literarische Gruppe Kan-Fun (Konstruktivismus und Funktionalismus). 1927 schuf er das Gedicht Swonok k dworniku, in dem jedem der 6 Kapitel eine von dem expressionistischen Künstler Boris Sergejewitsch Semenkow aus der früheren Gruppe Nitschewoki nach Anweisungen Tschitscherins gestaltete surrealistische Zeichnung vorangestellt war.
Seit 1926 war Tschitscherin Vorstandsmitglied der Allrussischen Union der Poeten und leitete den akademischen Sektor. Er war Mitglied der Allrussischen Union der Schriftsteller. Er wurde in dieser Zeit bekannt als Rezitator der Werke Wladimir Wladimirowitsch Majakowskis. Durch seine besondere Vortragsweise beeindruckte Tschitscherin insbesondere Semjon Issaakowitsch Kirsanow, Boris Wassiljewitsch Kossarew und Rita Rait-Kowaljowa.
Tschitscherin arbeitete im Volkskommissariat für Bildung der RSFSR. Seit 1923 war er technischer Redakteur des Verlags Gossisdat des Volkskommissariats. 1926 wurde er vom Volkskommissar für Bildung Anatoli Wassiljewitsch Lunatscharski zum technischen und künstlerischen Redakteur der Zeitschrift Sowjetische Kunst (seit 1929 Kunst) ernannt. Daneben studierte Tschitscherin 1934–1936 Philosophiegeschichte an der Moskauer Universität für Marxismus-Leninismus der KPdSU. Der Schriftstellerverband der UdSSR führte eine eintägige Ausstellung der von Tschitscherin gestalteten Bücher durch.
Als nach Beginn des Deutsch-Sowjetischen Krieges die Moskauer Verlage evakuiert wurden, leitete Tschitscherin Bücherkioske. Wegen fehlender Bücher wurde er 1943 zu 5 Jahren Gefängnis verurteilt. Nach der Freilassung im September 1946 war er technischer und literarischer Redakteur im Moskauer Technologie-Institut und in den 1950er Jahren im Verlag Iskusstwo.
Tschitscherins dichterischer Nachlass wurde nicht gesammelt und untersucht. Tschitscherin wird leicht mit dem Literaturwissenschaftler Alexei Wladimirowitsch Tschitscherin und anderen Avantgardisten verwechselt. Beispielsweise ordnete Warlam Tichonowitsch Schalamow Tschitscherin fälschlicherweise der Gruppe Nitschewoki Boris Sergejewitsch Semenkows zu und schrieb Tschitscherin ein Gedicht des Ego-Futuristen Wassilisk Gnedo zu. Im Russischen Staatlichen Archiv der Literatur und Kunst werden Manuskripte und unveröffentlichte Schriften Tschitscherins aufbewahrt.